# Львівський фаховий коледж декоративного і ужиткового мистецтва імені Івана Труша
Льві́вський фаховий ко́ледж декорати́вного і ужитко́вого мисте́цтва і́мені Іва́на Труша́ — вищий навчальний заклад України другого рівня акредитації. Готує фахівців за спеціальністю «образотворче мистецтво». Заснований у другій половині XIX століття і протягом існування неодноразово реорганізований та перейменований. У літературі, яка описує період до Другої світової війни, найчастіше фігурує як Львівська художньо-промислова школа.

## Історія

### Попередники
1853 року Торговельно-промислова палата заснувала недільну Торговельно-промислову школу, утримувану ремісничими цехами, підприємствами, купецькою громадою. Від 1859 року заклад також фінансувався міською радою і магістратом. Пожертви від цехів надходили нерегулярно і міська рада 1862 року розпочала підготовку до відкриття власного закладу, статут якого затверджено Намісництвом 1866 року. Обидві школи перейшли на навчання у вечірній час по буднях. Заклад міської ради мав три відділи — будівництва, механіки і хімії. У 1869-му заклади об'єднано. До фінансування долучилась гміна. На початку 1870-х років Шкільна рада планувала реформувати заклад, вважаючи його недостатньо ефективним, однак для цього потрібне було додаткове фінансування. Кошти з Міністерства освіти і віросповідання виділялись мізерні. Офіційна позиція міністерства полягала зокрема в тому, що для Галичини достатньо і однієї школи у Кракові. 1891 року заклад (на той час — Школу будівельних майстрів) було долучено до школи, створеної 1876 року Промисловим музеєм (Школа рисунку і моделювання). Колишня Школа будівельних майстрів стала основою будівельного відділу об'єднаного закладу.

### 1876—1892
За усталеною традицією початки нинішнього Коледжу імені Івана Труша виводять із 18 грудня 1876 року, коли за наказом Міністерства освіти і віросповідання було розпочато навчання у щойно створеній Школі рисунку і моделювання (пол. Powszechna Szkoła Przemysłowa Rysunków i Modelowania). Ініціаторами виступила Міська рада, Промисловий музей, ремісничі товариства, Крайовий виділ і професори філософського факультету Львівського університету. Завданням нового закладу була підготовка молоді до навчання у вищих мистецьких школах. Викладачем і керівником призначено живописця Вінцентія Чіршніца. Разом із ним працювали живописець С. Клапковський та скульптор Ф. Мікульський. Навчання почалось у вересні 1877 року в будинку Куркового товариства, що на теперішній вулиці Лисенка, 23а. Там же, разом зі школою знаходився створений 1874 року Міський промисловий музей. Того ж року школу разом із музеєм перенесено до міської ратуші, де вона зайняла третій поверх північного крила. 1882 року відбулось перейменування на Школу художнього промислу (пол. C. k. Szkoła dla Przemysłu Artystycznego). Одночасно відкрито відділи столярства, токарства і сницарства. Від 1885 року Міська рада виношувала плани надання закладу статусу державного. Міністерство висунуло у відповідь низку вимог, зокрема — виділення земельної ділянки, участь у спорудженні окремого будинку школи, подальше часткове утримання школи. Зі свого боку міністерство гарантувало 400 тис. злотих утримання на рік. Рада поступово виконувала вимоги. На початку березня 1890 року президент Львова Едмунд Мохнацький особисто перебував у Відні, займаючись питанням надання школі статусу державної. Результат був позитивний. 1891 року його об'єднано зі Школою будівельних майстрів і перейменовано на Державну промислову школу (пол. C. k. Państwowa Szkoła Przemysłowa). Того ж року імператор Франц Йосиф I особисто відвідав заклад.

### 1892—1919
1892 року школа отримала власне приміщення (тепер вулиця Театральна, 17). 20 січня 1893 директором призначено запрошеного з Німеччини архітектора Зиґмунта Ґорґолевського. У цей час школа мала два основних відділи — будівельного промислу і промислу мистецького. Щороку влаштовувались виставки-звіти. Рівень навчання неодноразово отримував схвальні відгуки у пресі. На хвилі будівельного буму випускники школи часто відмовлялись від планів продовжувати навчання і склавши відповідний екзамен у Намісництві, отримували дозвіл на проєктування та ведення робіт на рівні з архітекторами, випускниками технічних вишів. Це посилювало конкуренцію серед практикуючих архітекторів, викликало їхнє невдоволення та заклики розмежувати законодавчо компетенцію архітекторів та будівничих (випускників промислових шкіл). Така полеміка регулярно звучала у фаховій пресі, зокрема у львівському журналі Політехнічного товариства «Czasopismo Techniczne». У свою чергу Політехнічне товариство, Коло польських архітекторів повністю блокувало усі спроби вступу у їхні ряди учнів школи. Були також спроби обмежити їх доступ до роботи на державній службі, зокрема на залізниці. Подібна проблема була актуальна на теренах усієї Австро-Угорщини і свідчила про високий рівень викладання у промислових школах (подібні школи діяли у Кракові, Празі, Чернівцях). Незважаючи ні на що учні школи продовжували діяльність фактично як архітектори, ставши авторами великої кількості будинків у Львові і на провінції.
1898—1916 роки у школі викладав професор Валеріан Крицинський.
Після смерті Ґорґолевського, від 1904 року школу очолював краківський архітектор і реставратор Зигмунт Гендель. У 1910—1911 навчальному році відкрито перший суто технічний відділ, який не мав зв'язку з мистецтвом. Під час Першої світової війни будівлю зайняли військові, через це школа певний час діяла у приміщеннях Технічного інституту, що на теперішній вулиці Нижанківського, 5. Після Генделя до 1919 року директором був випускник Львівської Політехніки архітектор і скульптор Владислав Клапковський.

### Міжвоєнний період
На початку 1920-х років школу очолив Валеріан Крицінський. У цей період у руслі загальної реформи фахової освіти в Галичині відбулась реорганізація школи у технічний бік. 1929 року назву змінено на Державну технічну школу імені Станіслава Щепановського.
1932 року мистецький відділ виділено в окремий заклад під назвою Львівська школа декоративних мистецтв і мистецького промислу (пол. Lwowska Szkoła Sztuk Zdobniczych oraz Przenmysłu Artystycznego). Термін навчання становив 5 років. На третьому році студенти обирали одну з трьох спеціалізацій — малярство, скульптуру або текстиль. Планувалось відкрити окремі відділи графіки, кераміки, оздоблення інтер'єрів. Керівником школи був скульптор, професор Ян Нальборчик (викладав скульптуру, анатомію на другому і четвертому курсах). Серед викладачів — Броніслав Віктор, Веслав Гжимальський (оздоблення інтер'єрів), Ян Казімеж Ольпінський (рисунок і малярство для других курсів), професор Павел Гаєвський (малярство, мозаїка на третьому курсі), Станіслав Матусяк (композиція, п'ятий курс), Людвік Тирович (графіка), Юзеф Стажинський (скульптура в камені і дереві, декоративна скульптура), Зигмунт Гарлянд (керівник відділу текстилю), Янковська (килими), Гроссова (батик), Е. Гелм-Пірго (мереживо, гаптування). 1933 року новим директором став архітектор і художник Зигмунт Гарлянд. 1938 року заклад іменовано Державним інститутом пластичних мистецтв (пол. Państwowy Instytut Sztuk plastycznych we Lwowie). До 1940 року директором закладу залишався Гарлянд.

### Друга світова війна
Інститут пластичних мистецтв проіснував лише півтора року. За часів першої радянської окупації 1 січня 1940 року статус закладу знижений до училища. При цьому викладацький склад не змінився.
Під час німецької окупації на базі училища виникло два заклади. Одним була Львівська державна мистецько-промислова школа з українською мовою навчання. Директором став Михайло Осінчук, а згодом — Євген Нагірний. Одночасно створено аналогічну польську, очолювану Юзефом Стажинським. Певний час відділи різьбярства і ткацтва були спільними для обидвох шкіл. При екзаменуванні враховувались початкові навички абітурієнтів і декотрих зараховано відразу на старші курси (це переважно колишні студенти радянського періоду, або учні приватних образотворчих шкіл). На вулиці Хшановських, 9 (тепер Вербицького) влаштовано гуртожиток. Мистецтвознавець Микола Батіг пише про цілком мирне співіснування обидвох шкіл та приятельські стосунки Осінчука та Стажинського — у минулому співробітників. Відомо про участь студентів обидвох шкіл у підпільних польських та українських організаціях. 1943 року влаштовано виставку студентських робіт. Підкреслено мистецький характер української школи не задовільняв окупаційну адміністрацію і її було перепрофільовано на Технічну фахову школу будівництва, а у січні 1944 року переселено у нове приміщення на вулиці Янівській (тепер Шевченка). Щоправда, останнім курсам було дозволено завершити навчання у рамках Школи мистецького промислу. До захисту допущено 23 студентів. Про мистецьке життя часів німецької окупації майже не збереглось документів. В літературі радянського часу цей період обійдено мовчанням. Фрагментарні дані походять зі спогадів, опублікованих у пострадянський період або раніше в еміграції.

### Радянський період
Від весни 1944 року школа діяла знову як Художньо-промислове училище. 1945 року директором призначено архітектора А. Куренка. 1946 року відкрито Львівський державний інститут прикладного та декоративного мистецтва, який на початках діяв повністю на матеріальній базі училища. Провідні кадри поступово перетікали в інститут, через що училищу певний час загрожувала ліквідація. Запроваджувалися уніфіковані радянські навчальні плани. 1949 заклад перейменовано на Львівське училище прикладного мистецтва. 1951 року директором призначено В. Тарасова. У цей час ситуація у закладі покращилася. Було надано гуртожиток на вулиці Шевченка, 49. 20 червня 1956 року училищу присвоєно ім'я Івана Труша. У 1950-1960-х роках піднявся рівень навчання, роботи регулярно виставлялись на всесоюзних виставках. Традиційною стала літня практика. Для першого курсу — пленер, другого — дослідження народного мистецтва у таких центрах як Коломия, Косів, Космач, 3-4 курси проходили практику на деревообробних, текстильних, керамічних та інших підприємствах відповідно до профілю. Практика п'ятих курсів відбувалась у великих музеях. Послаблення ідеологічного тиску також позитивно відбилось на якості навчання. У 1963/1964 навчальному році колектив із педагогів Степана Костирка, Юрія Лесюка, Тараса Драгана, Б. Сумішевського запровадив нову програму навчання з предмета «Основи композиції», який базувався на сучасній європейській методиці навчання у поєднанні з місцевими національними традиціями. 1975 року директором призначено Богдана Коцая.

### Після 1991
Від 1993 року училище стає державним коледжем декоративного і ужиткового мистецтва імені Івана Труша I—II рівня акредитації, готує молодших спеціалістів і бакалаврів (4 або 6-річний термін навчання). 2003 року директором став Василь Откович. Від 1997 року — Львівський фаховий коледж декоративного і ужиткового мистецтва імені Івана Труша. Станом на 2010 рік у коледжі навчались 450 студентів. Всього за період 1949—2010 заклад закінчили 3952 випускники, з них 489 — із дипломом бакалавра.
Від перших років незалежності України у закладі усталилася традиція святкування «Дня коледжу» на свято Покрови — 14 жовтня. Зазвичай це день відкритих дверей. На урочистій частині відбувається молебень до Пресвятої Богородиці, привітання від почесних гостей, концертна програма. У львівських музеях влаштовуються виставки студентських робіт.

### Історія створення бакалаврату
Через розпад централізованої радянської освіти у 1991 році, у Львівському державному училищі декоративного і прикладного мистецтва імені Івана Труша жваво обговорювалося питання про створення самостійних навчальних програм та  планів.
В цей час наступив момент атестації навчального закладу, було необхідно повністю забезпечити навчально-методичний процес відповідними документами.
Була створена науково-методична рада училища для розробки навчально- методичних документів, в яку входили всі голови комісій, методисти, викладачі на чолі з заступником директора з навчально-методичної роботи Стельмах Б. М. 
На одному з перших засідань науково-методичної ради був проведений глибокий аналіз підготовки молодших спеціалістів. Висновки засідання були однозначними: рівень підготовки, творчий потенціал студентів і викладачів перевищує мистецькі нормативи училища.
Для того, щоб надати можливість розвитку і збільшити вимоги на державному рівні підготовки, необхідно було змінити статус навчального закладу.
Це питання було винесено на обговорення педагогічної ради, участь в якому взяв ввесь педагогічний колектив. Педагогічною радою була ухвалена пропозиція щодо переходу училища на двоступеневу освіту: підготовку молодших спеціалістів-виконавців і бакалаврів образотворчого мистецтва. Наш навчальний заклад мав набути статусу “коледжу”, де навчальний процес формувався з першого і другого рівнів. Молодший спеціаліст мав навчатися чотири роки, бакалавр — три роки: IV, V, VI курси.
Це рішення педагогічної ради було винесено на сесію обласної ради, де воно при підтримці Обласного управління культури було обговорено і одноголосно підтримано всіма депутатами обласної ради.
Всій роботі щодо створення відповідних документів і реорганізації навчального закладу передувало ознайомлення з європейськими і канадськими мистецькими коледжами. Крім того, були запозичені та введені до навчальних.
планів такі дисципліни, як культура артистизму, анатомічний рисунок, вузька спеціалізація з кожного фаху і т.д.
На  запит було отримано програми мистецьких коледжів Канади, Англії та Франції. Вивчивши процес формування цих закладів було  забезпечено власну концепцію навчально-методичного закладу.
Наступний період роботи базувався на створенні документації для подання до Державної атестаційної комісії.
Активну участь в розробці нормативних документів взяли: Т. Драган, Т. Левків, О. Лучинський, І. Базилевич, О. Роюк-Багринівська, В. Булик, О. Риботицька, Р. Мисько, М. Соколова, Ю. Лесюк, Б. Іванів, Ю. Зозуляк, А. Кучабська, Я. Шимін, М. Крицький, В. Трофимлюк, В. Іванишин, М. Коломийчук, Ю. Квасниця, Я. Юзьків. Координування і узагальнення всією роботою було покладено на голову науково-методичної ради Б.Стельмаха.
Всі вище описані події і документи були узгоджені з Міністерством культури, Міністерством освіти, Міністерством фінансів, Республіканським методичним кабінетом. Навчальний заклад був затверджений Міністерством культури, як базовий по розробці навчальної документації для мистецьких навчальних закладів України.
Для переходу в статус «коледжу» необхідно було організувати неперервний навчальний процес з вищим навчальним закладом III-IV рівня. Відбулося спільне засідання круглого стола в стінах училища, де були запрошені всі завідувачі кафедрами, проректори, декани на чолі з ректором Львівської академії мистецтв Емануїлом Миськом. Доповідачами з інтеграції навчальних програм від академії був проректор з наукової роботи професор Д. Кривавич, від училища — заступник директора з навчально-методичної роботи — Б. Стельмах. На спеціальному засіданні були прийняті рішення і обговорена програма діяльності щодо створення спільного навчально-мистецького комплексу. Програма III-V курсів майбутнього коледжу повністю відповідала IV-VI курсам академії. Таким чином, випускник-бакалавр після закінчення VI курсу коледжу мав можливість продовжити навчання в академії на IV курсі та завершувати освіту в магістратурі.
У 1993 році був створений науково-методичний комплекс на базі Львівської академії мистецтв, до якого входили Львівський державний коледж декоративно-ужиткового мистецтва, Косівський коледж декоративно-ужиткового мистецтва, Вижницький коледж декоративно-ужиткового мистецтва, Ужгородський коледж декоративно-ужиткового мистецтва, Мала академія мистецтв у Підбужі. Відповідно до створеного науково-мистецького комплексу до навчального процесу в коледжі був залучений професорсько-викладацький склад академії мистецтв.
Розробкою інтегрованих навчальних програм в академії займалася навчальна частина на чолі з проректором А.Бокотеєм, теперішнім ректором академії мистецтв. В навчальних мистецьких програмах були погоджені всі мистецькі дисципліни кожної спеціалізації.
Науково-методична рада працювала над створенням норм нормативних документів для усіх десятьох спеціальностей щодо методичного і наукового рівня підготовки двоступеневої освіти.
Було створено і обговорено понад 40 навчальних програм і планів, сформована сітка дисциплін за кожним рівнем для кожної спеціальності. Створена концепція розвитку підготовки молодших спеціалістів і бакалаврів відповідала статусу навчального закладу. Всі мистецькі дисципліни підготовки бакалаврів були ускладнені, розширені в діапазоні навчального процесу.
Перший рівень підготовки молодших спеціалістів завершувався після четвертого курсу Державною екзаменаційною сесією, другий рівень підготовки бакалаврів — Державною екзаменаційною сесією і захистом дипломної роботи.
Бакалаврат формувався відповідно до результатів успішності зі спеціальних дисциплін (рисунок, живопис, ліплення, композиція, професійна майстерність) не нижче 7-8 балів, крім цього, необхідна була рекомендація Предметної комісії.
Після шостого курсу студент, який успішно завершив навчання, повинен представити Державній комісії наукову роботу або творчу виставку за фахом.
Вперше в Україні в навчальному закладі була впроваджена система прийому абітурієнтів на перший загальномистецький курс, де вони мали можливість протягом першого семестру навчатися і відвідувати декілька спеціальностей, після чого, згідно з їх успішністю і за рекомендацією відділу, зараховувалися на одну спеціальність.
Навчальний процес двоступеневої підготовки спеціалістів-митців набув широкого мистецького розвитку. Випускники-бакалаври мають можливість, відповідно до свого освітнього рівня, продовжувати навчання на III-IV курсах у Львівській національній академії мистецтв, Національному університеті «Львівська політехніка», Українській академії друкарства, Львівському національному лісотехнічному університеті України.

## Сучасні відділи
- Промислова графіка. Завідувач відділу А. Кучабська. Попередником був відділ художнього оформлення, що існував із 1966 року. Майже тридцять років очолюваний Ю. В. Кучабським. 1996 року реорганізований і розділений на два: промислової графіки і на відділ реклами в архітектурно-просторовому середовищі[9].
- Реклама в архітектурно-просторовому середовищі. Завідувач відділу Юрій Зозуляк. Заснований 1966 року як відділ художнього оформлення. До цього був частиною Львівського технікуму радянської торгівлі. Початково працював на вулиці Винниченка, 4. Спеціалізація згодом зміщена у напрямку реклами в архітектурному середовищі. Студенти вивчають проблеми візуальної реклами, проєктують малі архітектурні форми, інтер'єри, експозиційні простори, благоустрій вулиць. Робота йде і з реальними об'єктами. На відділі спроєктовано зокрема каплицю у с. Лисиничі, інтер'єр та фасад фірмового магазину картонажної фабрики «Бібльос», благоустрій центральної вулиці міста Винники, проєкт музею Львівського військового училища ім. Героїв Крут, інтер'єр ресторану та бару на вулиці Староєврейській у Львові[10].
- Реставрація темперного і олійного живопису. Наймолодший відділ, заснований 1992 року. Завідувач Борис Іванів. За перші десять років існування виконав реставрацію понад сотні творів станкового живопису для Львівської галереї мистецтв. Налагоджено співпрацю з навчальними закладами Польщі. 1999 року проведено спільну українсько-польську практику при реставраційних роботах у колишньому домініканському костелі Жовкви (польські студенти реставрували кам'яні пам'ятки, а українські — стінопис). Вкрай складну роботу виконав 2000 року дипломник І. Почеква під керівництвом І. Бориса: розшаровано та нанесено на нову основу живопис дияконських дверей церкви с. Семенівка (1725 рік, запис — 1897)[11].
- Скульптура. Завідувач Ярослав Юзьків. Відділ засновано 1892 року. Серед викладачів Тадеуш Вісньовецький, Юліуш Белтовський. Випускниками у першій половині XX століття були З. Курчинський, Н. Герольд, Я. Гуральчик, К. Клакович, В. Конечний, Г. Кузневич, Т. Кубала, Р. Льовелл, С. Чапек, І. Плішевський.
- Художнє дерево. У тій чи іншій формі існує з 1882 року.
- Художнє ткацтво. Виділився на початку XX століття зі спорідненого відділу гаптування та мережива.
- Художній метал. Відділ засновано 1892 року. До 1940-х років перестав існувати. 1966 року відновлено. Спочатку діяв у приміщеннях на площі Ринок, 13, згодом — у головному корпусі на Снопківській. Очолює Остап Лучинський.
- Художній розпис. Бере початки із 1882 року. Завідувач Роман Зарицький. Випускники працювали при оздобленні великої кількості львівських будівель дорадянського часу. Перший післявоєнний випуск відбувся 1949 року. Із того часу відділ закінчили 338 випускників. Відділ очолювали С. Костирка, Р. Безпалків, Я. Придаток, Я. Шимін[12].
- Художня вишивка. З'явився 1886 року, як відділ гаптування мережива для жінок. Після Другої світової війни припинив існування. Знову створений 1976 року. Завідувач відділу Софія Янко.
- Художня кераміка.  Заснований 1892 року. Первинною спеціалізацією була будівельна кераміка, кахлярство, ужиткове гончарство. Через відсутність специфічного устаткування на початках використовувались цехи, лабораторія та печі фабрики Івана Левинського. У післявоєнний час програму зорієнтовано на випуск майстрів-виконавців для керамічних виробництв. Викладацький колектив доукомплектовувався випускниками з Москви та Ленінграду. Якісно змінилось навчання із приходом на відділ Тараса Драгана. Впроваджено нові завдання з композиції, покращено вивчення гончарства, технологічних процесів. Від початку 1980-х років очолює Тарас Левків[13].

## Музей
В одному з приміщень коледжу діє музей студентських робіт. Збережено кілька виробів із 1880-х років, від першого фахового відділу — декоративного різьблення, столярства і токарства. З найдавніших робіт збереглися дерев'яні декоративні фризи, капітель, сецесійна вставка, меблеві декоративні деталі виконані під керівництвом Юліуша Белтовського. Серед більш пізніх — декоративна ваза «700-річчя Львова» З. Берези (1956), ваза «80-річчя ЛУПМ ім. І. Труша» С. Таволжанської (1956), мала пластика «Материнство» Л. Сліни (1965), розписна шкатулка «На Івана Купала» М. Зай (1981). Велика кількість робіт зберігається у фондах. Від 1977 року ведеться книга записів відвідувачів. Музею однак бракує площ для дотримання виставкових вимог — влаштування правильного освітлення, розміщення виставкового обладнання.

## Відомі випускники та працівники
- Возницький Борис (1926-2012) — мистецтвознавець, директор Львівської галереї мистецтв. Навчався на відділі художньої кераміки.
- Вакалюк Валерій Анатолійович — художник декоративно-прикладного мистецтва.
- Францішек Томаш Бєрнат — польський скульптор. Навчався у 1897—1901 роках.
- Гром Лаврентій Борисович (1914—1975) — український скульптор.
- Ґец Лев Львович (1896—1971) графік, живописець, викладач Краківської академії мистецтв. Навчався у 1910-х роках.
- Демцю Михайло Іванович (нар. 1953) — художник-постімпресіоніст. Народний художник України.
- Дзиндра Євген (1913—1983) — скульптор.
- Довбошинський Данило Данилович — Заслужений художник України.
- Драган Тарас Миколайович — художник, педагог, заслужений діяч мистецтв України. Працював викладачем в училищі (пізніше — коледжі) імені Труша у 1962—2009 роках.[15]
- Кецало Зеновій Євстахович (нар. 1919) — український художник.
- Крвавич Дмитро Петрович — український скульптор і мистецтвознавець, народний художник УРСР (1990). Лауреат Державної премії України імені Т. Шевченка.
- Кузневич Григорій Микитович 1872—1948 — скульптор. Навчався до 1896 року.
- Кульчицька Олена Львівна — український графік, живописець. Відвідувала Державну промислову школу кілька місяців у 1901—1902 роках.
- Курилас Осип Петрович — український графік, живописець. Навчався у 1886—1890 роках.
- Омелян Ліщинський — живописець, графік.
- Ліщинський Любарт Омелянович — реставратор, актор, поет, журналіст, художник, рецитатор.
- Манастирський Антін Іванович — український художник, живописець і графік.
- Манастирський Вітольд Антонович — український художник, заслужений діяч мистецтва УРСР (з 1975 року), син А. І. Манастирського.
- Марчук Іван Степанович — український живописець, народний художник України, лауреат Національної премії України ім. Т. Г. Шевченка. Почесний громадянин Тернополя.
- Мисько Еммануїл Петрович — український скульптор. Понад десятиліття очолював Львівську академію мисецтв.
- Нагірний Євген Васильович (1885—1951) — архітектор. Очолював заклад у 1940-х роках.
- Володимир Одрехівський — скульптор, який працює у ділянках монументальної, декоративної і станкової скульптури, досліджує проблеми сучасного мистецтва. У творчому доробку митця — понад 200 станкових і 45 монументальних творів, які встановлені в Україні та за її межами.
- Василь Откович — директор Львівського державного коледжу декоративного та ужиткового мистецтва імені Івана Труша, заслужений діяч мистецтв України, лауреат Національної премії України імені Тараса Шевченка, кандидат мистецтвознавства, доцент.
- Романчук Тит Юліанович (1865—1911) — український живописець.
- Севера Іван Васильович (1891—1971) — скульптор, педагог.
- Сельський Роман (1903—1990) — живописець.
- Смольський Григорій Степанович — маляр родом з Калущини (Галичина).
- Федюк Микола Іванович — маляр-реаліст.
- Чайка Яків Ілліч (1918—1995) — кераміст, скульптор, Народний художник України. Навчався у закладі в 1935—1939 роках.
- Чубко Наталія Віталіївна (нар. 1974) — українська художниця.
- Шатківський Олекса Якович — маляр і графік.

## Будинки
Протягом тривалого часу школа не мала власного приміщення і діяла в будинку Стрілецького товариства, а згодом займала частину третього поверху міської ратуші. Із 1881 року походить ескізний проєкт розміщення школи на території колишнього францисканського монастиря, а поруч — промислового музею на площі Каструм. Однак цьому завадили плани будівництва нового міського театру, який на певному етапі теж планувалось розмістити на площі Каструм. Таким чином забракло би місця на музей. До того ж для школи довелось би знести частину будівлі архіву мап. У першій половині 1880-х архітектори Людвік Вежбицький та Альфред Каменобродський спроєктували єдину будівлю для Школи і Промислового музею, які разом займали би менше місця ніж поодинці. Однак таку будівлю неможливо було би розширити у разі потреби. До проблем долучився брак коштів та непорозуміння із правом власності на землю і до реалізації проєкту справа не дійшла.

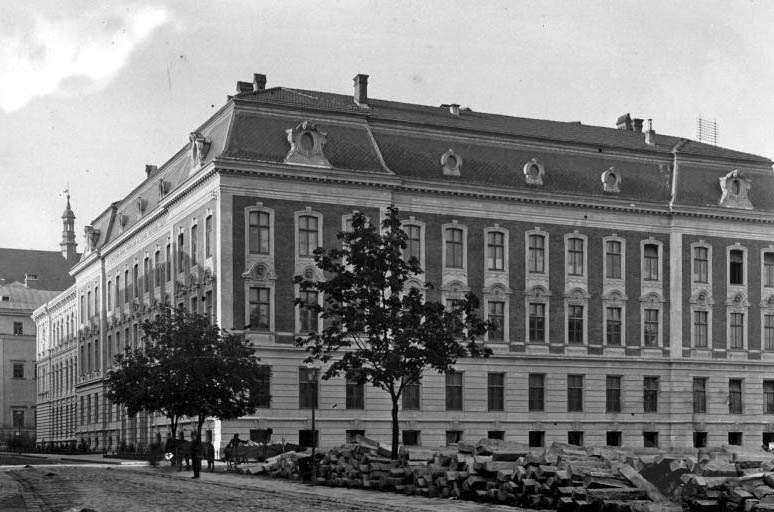
Будівля Промислової школи.
1892 рік. Архітектор Густав Бізанц.

1880 року з нагоди 40-ліття правління цісаря 150 тис. злотих на будівництво Промислової школи та Промислового музею виділила Галицька ощадна каса. 1885 року міська рада надала під будівництво частину площі Каструм. Було організовано конкурс, у якому взяли участь проєкти Альфреда Каменобродського, Густава Бізанца, а також спільний Івана Долинського та Броніслава Бауера. Переміг проєкт триповерхової необарокової споруди авторства Бізанца. Після певних корекцій у червні 1890 року був затверджений. Керувати спорудженням призначено Бауера і Долинського. Зі сторони магістрату за роботами наглядав Юліуш Гохберґер і Григорій Пежанський. Скульптурну декорацію фасадів та вестибюля виконав Петро Гарасимович. Він зокрема зробив 12 теракотових погрудь діячів мистецтва (не збережені) та 13 гербів ремісничих цехів (збереглась частина). Над головним порталом від вулиці Театральної уміщено напис «C.k. Państwowa Szkoła Przemysłowa im. Cesarza Franciszka Józefa I», теракотові герби Австро-Угорщини, Львова і мураху — символ праці. Облаштовано газове освітлення, центральне опалення комбіноване з печами. На стадії завершення будівлю обстежили фахівці з Відня і дали негативну оцінку через погане освітлення приміщень, особливо сутерен. Звернули також увагу на потребу осушення. Через це роботи дещо затягнулось, було перероблено вікна цоколя. 7 жовтня 1892 року школу будівлю урочисто відкрито і освячено.

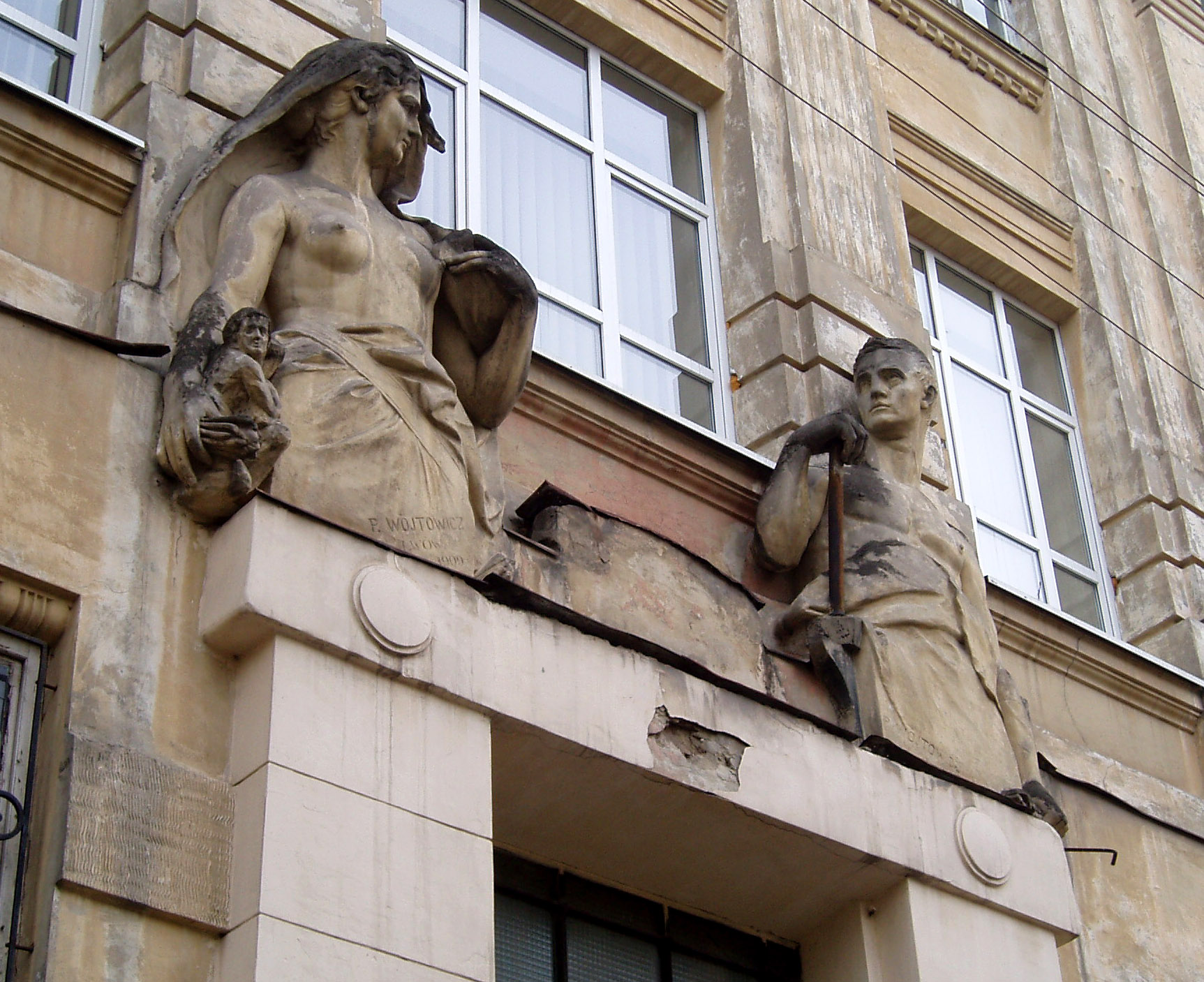
Скульптури «Мистецтво» та «Промисловість» над головним входом нової будівлі школи

Доволі швидко стали очевидними недоліки, на яких наголошували експерти ще на стадії будівництва. Це зокрема погана інсоляція, яка до того ж погіршилась зі спорудженням 1904 року поруч Промислового музею. Погано функціонувало центральне опалення. Школа активно розвивалась і ставав відчутним брак площі. Нову споруду було спроєктовано 1905 року професором школи Владиславом Садловським. 1907 року за модифікованими планами Садловського за участі Адольфа Віктора Вайсса розпочато будівництво на теренах Снопкова, наданих міською радою. Головний корпус простягався від вулиці Снопківської, бічне крило спроєктовано під прямим кутом. У дворі споруджено окремі будівлі майстерень. Портал головного входу від вулиці Снопківської було оздоблено алегоричними скульптурами «Мистецтва» і «Промисловості» Петра Війтовича. Загалом в архітектурі будівлі відчуваються впливи віденського архітектора Отто Вагнера. 7 червня 1910 року будівлю було освячено. Під час Першої світової війни будинок був зайнятий військами, а згодом — військовим шпиталем.
Стару будівлю на вулиці Театральній у 1948—1952 роках перебудовано за проєктом Івана Персікова і Генріха Швецького-Вінецького. Тепер тут знаходиться Економічний факультет Львівського національного університету імені Івана Франка. Приміщення на Снопківській разом із коледжем тепер займають ще два заклади: Львівська національна академія мистецтв і Коледж транспортної інфраструктури. У квітні 2001 року в одній з аудиторій (тепер належить коледжу транспортної інфраструктури) під час ремонту виявлено стінний розпис на тему «Розп'яття Ісуса Христа». Розмір 194×210 см. Фахівці відділу реставрації коледжу імені Івана Труша обстежили розпис і датували 20 роками XX століття. Техніка виконання — клейова темпера із золоченням. Того ж року студентки 5 курсу Дарія Фесенко, Мар'яна Колпакова, Наталія Іванів під керівництвом Бориса Іваніва розпочали реставрацію. Того ж року ситуація повторилась під час ремонту сходової клітки. Виявлено 30 кв. м. переважно орнаментального стінного розпису зі складною символікою. Колектив закладу планує і в подальшому продовжити роботи з обстеження і розкриття стінописів.